# Miodrag V. Mihailović
Miodrag V. Mihailović, jedrski fizik, * 18. november 1922, Čačak, † 3. januar 2014. 
Diplomiral je na fakulteti za elektrotehniko leta 1952 v Beogradu. Doktoriral je leta 1958 na Fakulteti za naravoslovje in tehnologijo (zdaj Fakulteta za matematiko in fiziko) na Univerzi v Ljubljani. Tu je bil tudi asistent (1954–1957). Za tem se je zaposlil na Institutu Jožef Stefan (1957–1989), kjer je bil še do smrti zaslužni raziskovalec (emeritus). 
Izpopolnjeval se je v Veliki Britaniji pri Sir. Rudolfu Peierlsu v Birminghamu (1963–1964). Bil je gostujoči profesor v Veliki Britaniji na univerzah v Oxfordu (1973–1974) na povabilo Rudolfa Peierlsa in v Manchestru (Univerza v Manchestru Inštitut za znanost in tehnologijo - UMIST) v letih 1974–1975, v ZDA kot Fulbrightov štipendist na Univerzi v Marylandu, College Park (1969–1970), v Nemčiji (Bonn, Julich), na Japonskem (Univerza v Kjotu) in v Indiji (Univerza v Mumbaju).
Objavil je številne razprave z eksperimentalne in teorijske fizike jedra; nekatere so spodbudile nove raziskovalne dejavnosti v svetu (spektri fotojedrske absorpcije, preseki in spektri, ujetje hitrih nevtronov, mikroskopska teorija jeder s sklapljanjem kvadrupolnih in paritvenih vibracij ter gručaste sestavine lahkih jeder). S kolegi, predvsem z Mitjo Rosino je bil en od pionirjev v razvoju metode rodovnih koordinat za izračun energijskih spektrov v jedrih. Na Institutu Jožef Stefan je bil ustanovitveni vodja odseka za teorijsko fiziko.  
Za svoje znanstvenoraziskovalno delo je bil s sodelavci dvakrat nagrajen s Kidričevo nagrado (leta 1960 in 1971). Leta 1989 je prejel Kidričevo nagrado za življenjsko delo na področju teorijske jedrske fizike. Bil je eden od glavnih pobudnikov uvedbe računalništva v Sloveniji.